# Mallodon vermiculatum
Mallodon vermiculatum là một loài bọ cánh cứng trong họ Cerambycidae.